# (74060) 1998 KJ24
(74060) 1998 KJ24 – planetoida z pasa głównego asteroid okrążająca Słońce w ciągu 3,62 lat w średniej odległości 2,36 j.a. Odkryta 22 maja 1998 roku.